# Ilja Kabakov

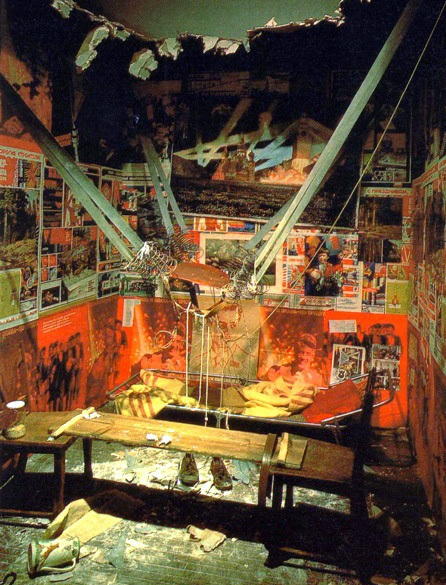
The Man Who Flew into Space from His Apartment (1986)

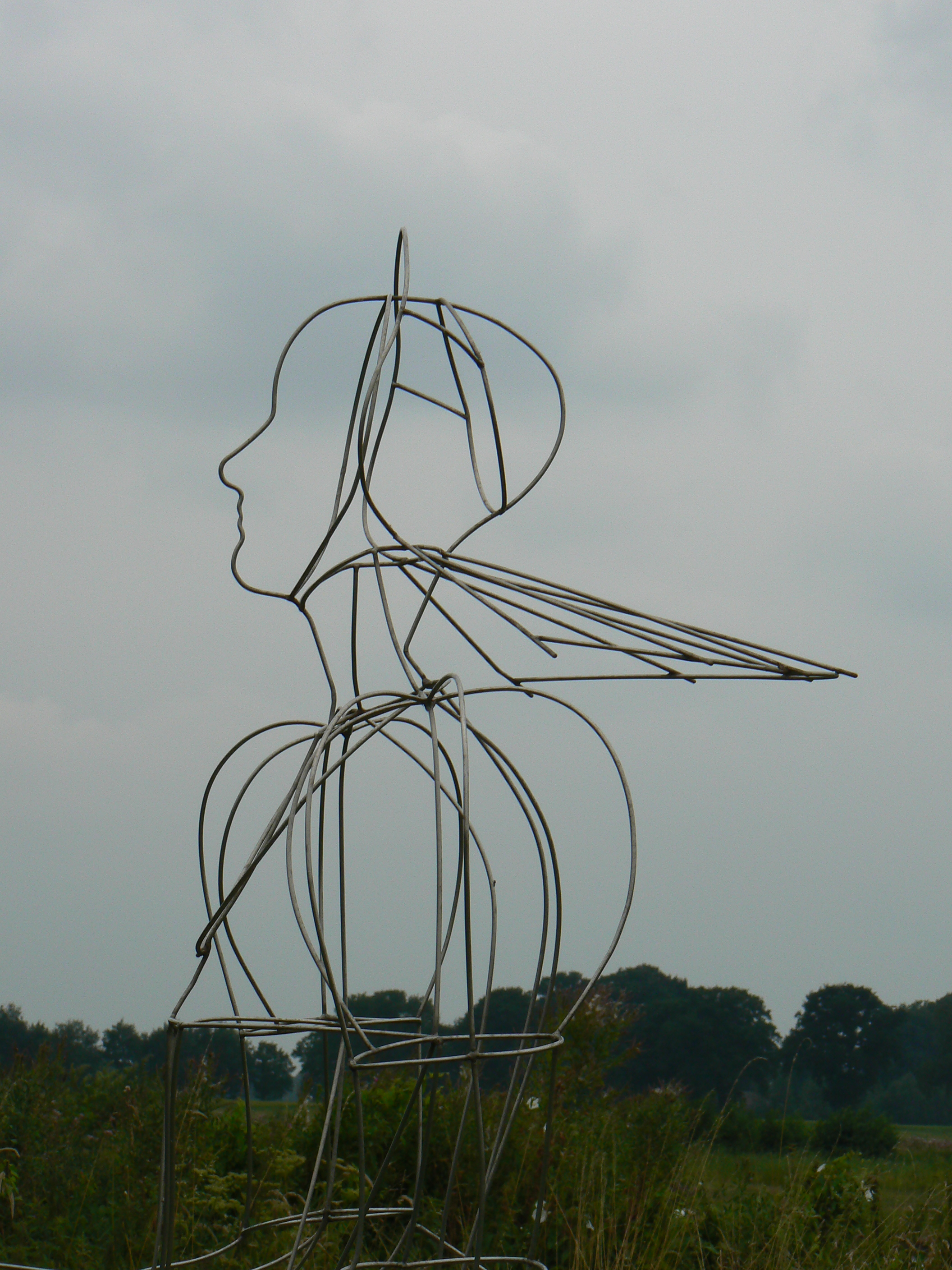
Sculptuur (2 delen) Wortlos (1999) aan de Overijsselse Vecht op de Nederlands/Duitse grens bij Gramsbergen (beeldenroute Kunstwegen)

Ilja Josifovitsj Kabakov (Russisch: Илья Иосифович Кабаков) (Dnipro, 30 september 1933 – Long Island (New York), 27 mei 2023) was een Russisch-Amerikaans beeldend kunstenaar.

## Leven en werk
Kabakov werd geboren in de toenmalige Oekraïense Socialistische Sovjetrepubliek. Hij ontving zijn artistieke opleiding vanaf 1951 aan het Soerikov-Instituut (school voor schilderen, beeldhouwen en architectuur) in Moskou en volgde aansluitend in diezelfde stad een grafische opleiding aan de Polytechnische Universiteit. Hij voltooide zijn studie in 1957.
Hij maakte van de vroege zeventiger tot in de tachtiger jaren, samen met onder anderen Dmitri Prigov, deel uit van de Moskouse conceptualisten, een invloedrijke kunstenaarsgroep. Na ongeveer 35 jaar in Moskou emigreerde Kabakov in 1987 van de Sovjet-Unie naar het westen, allereerst naar Graz in Oostenrijk en later naar de Verenigde Staten. In 1989 ging hij een artistieke samenwerking aan met zijn nicht Emilia Kabakov, die later zijn echtgenote werd. In 1992 verhuisde het echtpaar naar Long Island (New York). 
Zijn werk behoort tot de installatie-kunst en de conceptuele kunst. Wereldwijd vervaardigde Kabakov 155 installaties tussen 1983 en 2000. 
Kabakov overleed op 89-jarige leeftijd.